# کوپروپورفیرینوژن I
کوپروپورفیرینوژن I (به انگلیسی: Coproporphyrinogen I) با فرمول شیمیایی C36H44N4O8 یک ترکیب شیمیایی با شناسه پاب‌کم 440776 است. که جرم مولی آن ۶۶۰٫۷۵۷ گرم بر مول می‌باشد. 